# Peter Herbert Jackson
Peter Herbert Jackson (Market Harborough, 15 de noviembre de 1912-Cirencester, 5 de febrero de 1983) fue un deportista británico que compitió en remo. Participó en los Juegos Olímpicos de Berlín 1936, obteniendo una medalla de plata en la prueba de cuatro sin timonel.

## Palmarés internacional
| Juegos Olímpicos | Juegos Olímpicos  | Juegos Olímpicos | Juegos Olímpicos   |
| Año              | Lugar             | Medalla          | Prueba             |
| ---------------- | ----------------- | ---------------- | ------------------ |
| 1936             | Berlín (Alemania) | Medalla de plata | Cuatro sin timonel |